# Polkovnik (Slovenska vojska)
Polkovnik je visoki vojaški čin v uporabi v Slovenski vojski (SV). Trenutno je drugi najvišji častniški čin. Polkovnik je tako nadrejen podpolkovniku in podrejen brigadirju. Ustreza mu mornariški čin kapitana bojne ladje.
Čin je bil prevzet po činu Teritorialne obrambe RS, slednji pa je bil prevzet po istem činu Jugoslovanske ljudske armade. V skladu s Natovim standardom STANAG 2116 čin spada v razred OF-6.

## Oznaka
Oznaka čina je sestavljena iz štirih, med seboj povezanih ploščic. Na večji je lipov list in na treh manjših, ožjih ploščicah, se tudi nahaja en lipov list.

## Zakonodaja
Polkovnike imenuje minister za obrambo Republike Slovenije na predlog načelnika Generalštaba Slovenske vojske.
Vojaška oseba lahko napreduje v čin polkovnika, »če je s činom podpolkovnika razporejen na dolžnost, za katero se zahteva čin polkovnika ter je to dolžnost opravljal najmanj dve leti s službeno oceno »odličen««.
Pogoj za napredovanje v čin polkovnika pa je še opravljeno generalštabno vojaško izobraževanje in usposabljanje, katerega izvaja Poveljniško-štabna šola Slovenske vojske.